# Copiula oxyrhina
Copiula oxyrhina és una espècie de granota de la família Microhylidae que viu a Papua Nova Guinea.